# Anneliese Rothenberger
Anneliese Rothenberger (Mannheim, Alemanya, 19 de juny de 1924 – Münsterlingen, Suïssa, 24 de maig de 2010) va ser una soprano operística alemanya que va tenir una activa carrera internacional d'interpretació que va abastar des de 1942 fins a 1983. Es va especialitzar en el repertori de sopranos de coloratura lírica, i va ser especialment admirada per les seves interpretacions de les obres de Wolfgang Amadeus Mozart i Richard Strauss.

## Vida i carrera

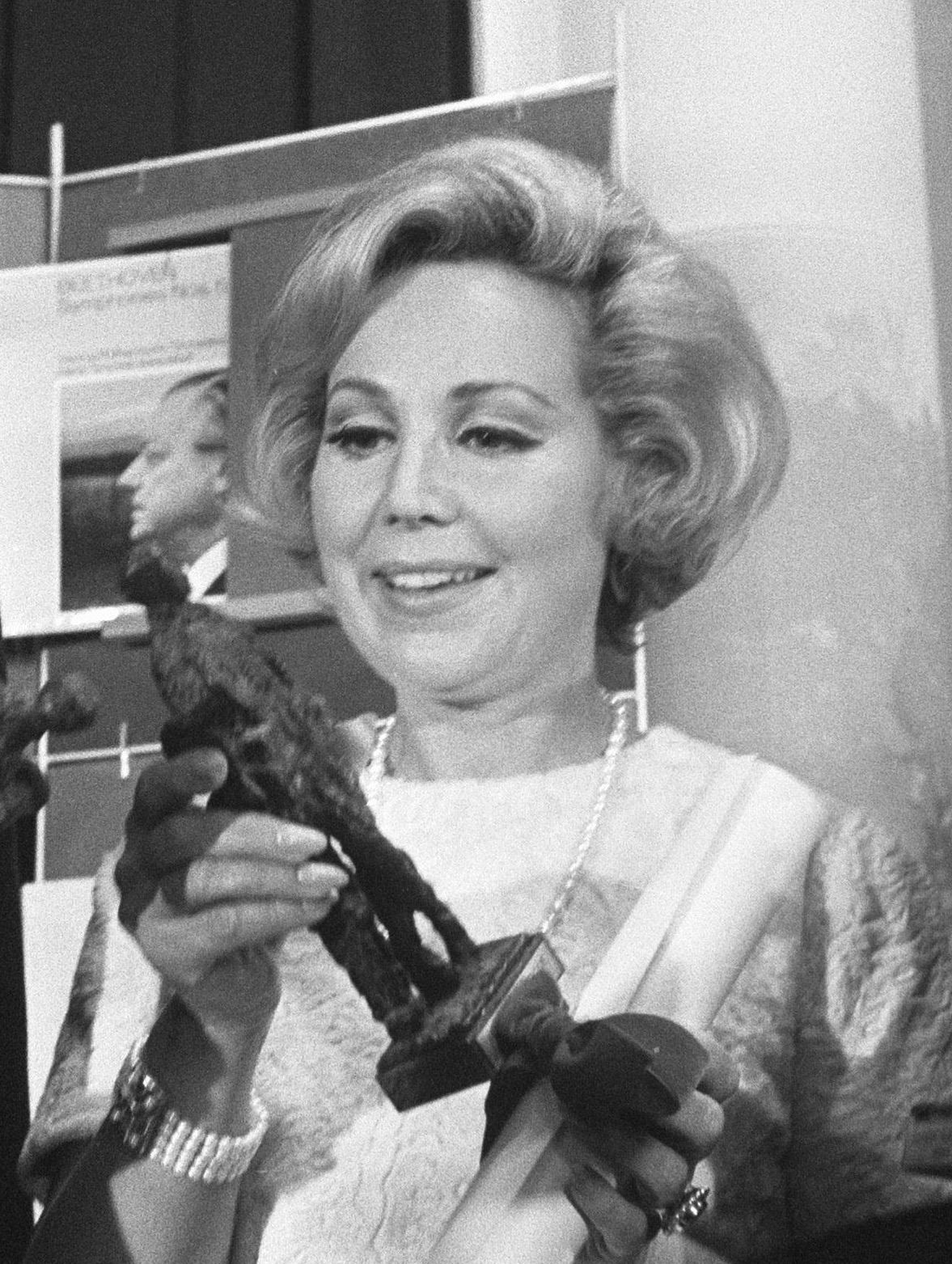
Anneliese Rothenberger amb el premi Dutch Edison el 1969.

Rothenberger va estudiar amb Erika Müller a la Musikhochschule de Mannheim amb Erika Müller i va tenir el seu primer contracte a Coblença el 1942. L'any 1946, Günther Rennert li va oferir una feina a l'Òpera d'Hamburg, on va cantar vint anys més tard a la famosa producció de Rennert de Lulu, d'Alban Berg, paper que també interpretaria al Festival de l'Òpera de Munic, sota la direcció de Christoph von Dohnányi.
El 1954 la va veure debutar al Festival de Salzburg, i tres anys més tard va aparèixer a Schule der Frauen, l'òpera buffa de Rolf Liebermann. També hi va aparèixer en altres papers, com ara Sophie, Papagena, a Die Zauberflöte, de Mozart, Zdenka a Arabella, de Strauss, i Flaminia a Il mondo della Luna, de Haydn. A partir de 1954 es va convertir en cantant convidada a l'Òpera Estatal de Viena. El públic de Nova York va tenir la primera oportunitat d'escoltar la bona veu de la soprano l'any 1960, quan va cantar a l'Òpera Metropolitana en el paper d'Arabella. Més tard hi va cantar a Le nozze di Figaro, Un ballo in maschera, Orfeo i Euridice, Die Fledermaus i La boheme. També hi va cantar a Der Rosenkavalier; la seva actuació en aquella òpera va portar Lotte Lehmann a anomenar-la "la millor Sophie del món". Herbert von Karajan la va escollir per aparèixer al costat d'Elisabeth Schwarzkopf i Sena Jurinac per a la representació filmada de Der Rosenkavalier al Festival de Salzburg.
Després d'haver afavorit les parts líriques lleugeres i de registre alt al començament de la seva carrera, a mitjans dels anys 60 va canviar a papers amb un èmfasi dramàtic més fort, com Konstanze, a Die Entführung aus dem Serail de Mozart, per exemple, al 1965, amb Fritz Wunderlich a l'ara llegendària producció del Festival de Salzburg posada en escena per Giorgio Strehler i dissenyada per Luciano Damiani. O també amb Fiordiligi, a Così fan tutte, Zdenka a Arabella, de Richard Strauss, Marie a Wozzeck, de Berg, Soeur Constance a Diàlegs dels Carmelites, de Poulenc, i Violetta a La traviata. També va aparèixer en moltes òperes contemporànies de Henze, Britten, Hindemith, Carl Orff, Pfitzner i Menotti.

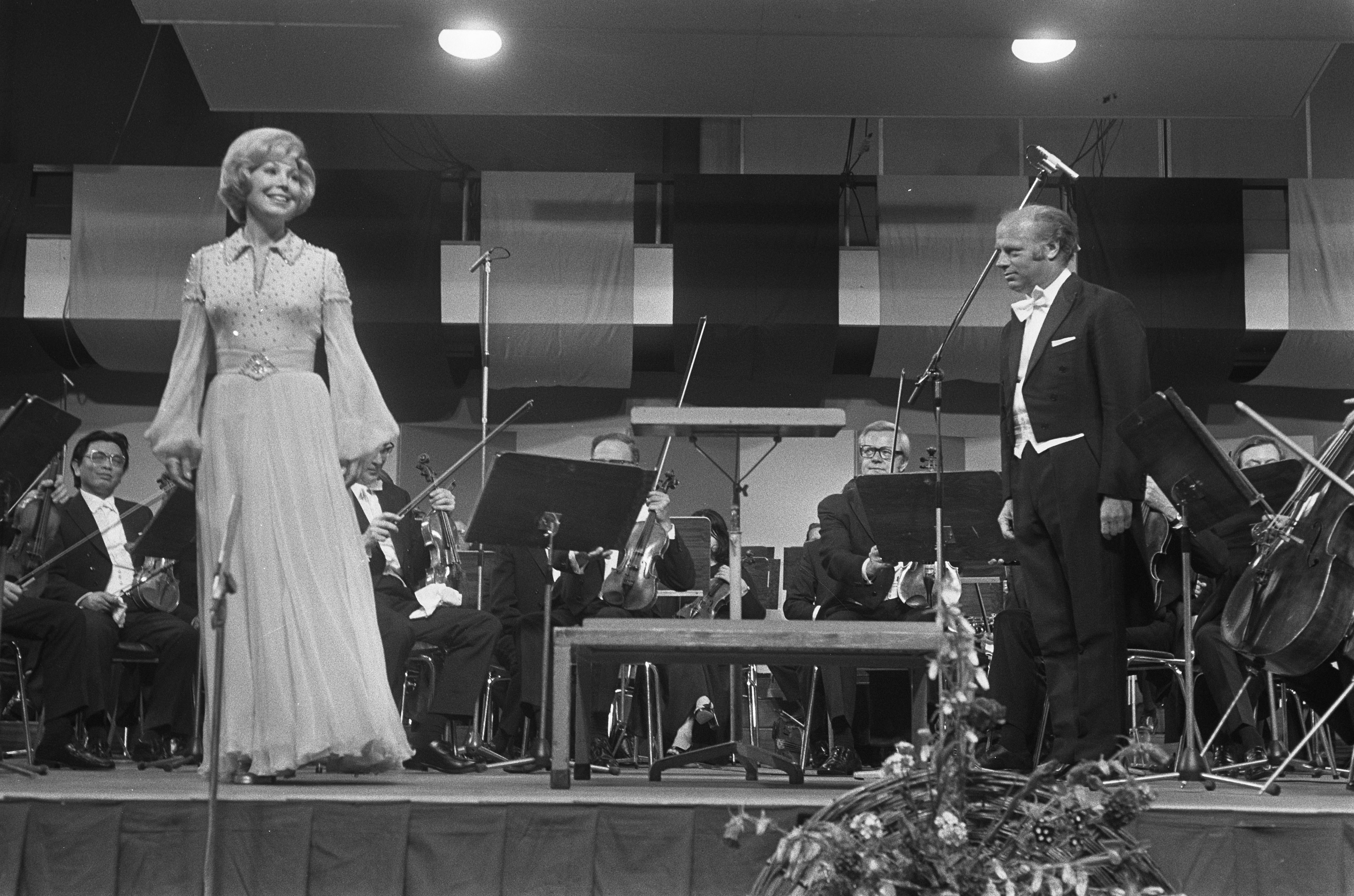
Concert anual de la RAI, amb l'Orquestra del Concertgebouw dirigida per Bernard Haitink, al juny de 1973

## Jubilació
A la dècada de 1970 es va convertir en una popular personalitat de televisió. Es va jubilar el 1983, tot i que un cop retirada de l'escena operística, va continuar fent recitals fins al 1989. Quan el seu marit va morir després de 45 anys de matrimoni, el 1999, es va instal·lar a Suïssa, al llac de Constança. El 2003 va rebre el premi Echo Klassik per la seva trajectòria. Va escriure una autobiografia que es publicà el 1973: Melodie meines Lebens.
Va morir el maig de 2010 a Münsterlingen, Suïssa, als 90 anys. La rosa Anneliese Rothenberger (també coneguda com rosa d'Oregold) porta el seu nom.

## Enregistraments
Un gran nombre d'enregistraments complets i discos destacats donen testimoni de la seva obra operística: entre els quals destaquen La flauta màgica, Don Giovanni, Idomeneo, Arabella, Die Fledermaus, Orfeo i Euridice, Hänsel und Gretel, Die lustige Witwe, La bohème, La traviata, i Martha, i un molt celebrat Les noces de Fígaro. Entre els seus companys a l'escenari i als discos hi havia, entre molts altres, Lisa della Casa, Dietrich Fischer-Dieskau, Fritz Wunderlich, Irmgard Seefried, Nicolai Gedda, Peter Schreier, Walter Berry i Rudolf Schock. La seva discografia també inclou molts enregistraments d'opereta i lieder.